# Slime (wieś)
Slime – wieś w Chorwacji, w żupanii splicko-dalmatyńskiej, w mieście Omiš. W 2011 roku liczyła 270 mieszkańców.